# Хруставка Амвросій
Амвросій Хруставка (21 лютого 1901, Ягольниця Стара, нині Стара Ягільниця Чортківського району Тернопільської області — 6 вересня 1981, Канада) — український релігійний діяч.

## Життєпис
Навчався у гімназії в м. Чортків. У Канаді — від 1923. Середню освіту здобув у колегії святого Йосифа в м. Йорктон, студіював теологію на заочному пастирському курсі, від 1926 — в м. Чикаго (США) рукопокладений у сан священника УГПЦ.
Від 1941 — належав до керівництва духовенства УГПЦ у Канаді. 
У 1950–1955 роках Амвросій Хруставка був настоятелем катедрального собору Святого Івана Хрестителя Західної єпархії Української православної церкви Канади в місті Едмонтон.
Автор проповідей і статей богословської тематики.